# Tinca (gmina)
Tinca – gmina w Rumunii, w okręgu Bihor. Obejmuje miejscowości Belfir, Girișu Negru, Gurbediu, Râpa i Tinca. W 2011 roku liczyła 7793 mieszkańców.